# Reven

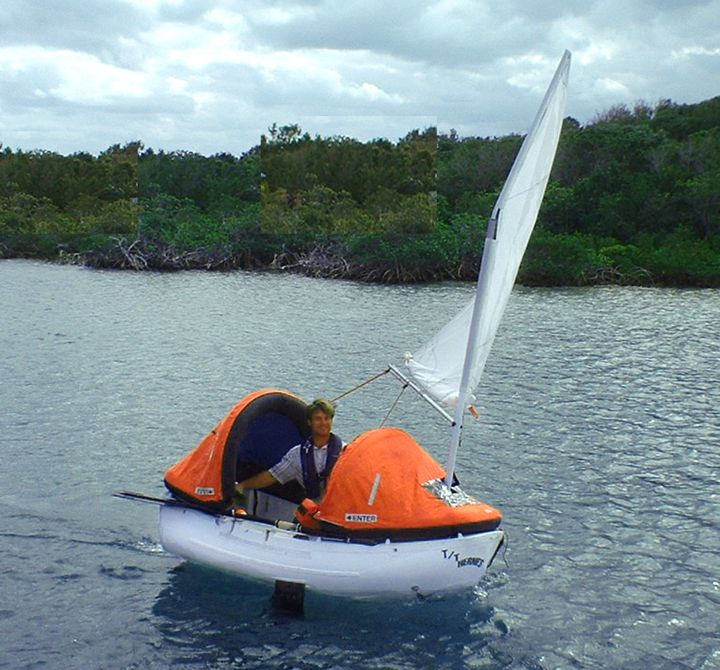
Zeilbootje met gereefd zeil: een deel van het zeil is opgerold vlak boven de giek.

Het steken van een rif, ook wel reven genoemd, is een techniek die gebruikt wordt in het zeilen.
Reven houdt in dat men de oppervlakte van het zeil verkleint. Dit doet men vooral bij erg harde wind. Bij harde wind geeft een groot zeiloppervlak vaak hinderlijk veel helling en kost het vasthouden van het zeil te veel kracht. Door te reven wordt het zeiloppervlak kleiner en wordt de boot daarmee gemakkelijker hanteerbaar. Een vuistregel is dat er gereefd moet worden als het berghout in het water komt.
Voor het reven van een grootzeil gebruikt men traditioneel reefknuttels. Dit zijn rijen met kleine lijntjes die op een vaste afstand in het grootzeil bevestigd zijn. Om te reven strijkt men het zeil voor een stuk, doekt het stuk zeil onder de reefknuttels op rond de giek en bindt het geheel bijeen met de reefknuttels. Een nieuwe schoothoek wordt gemaakt met behulp van een paalsteek met een smeerreep.
Tegenwoordig wordt echter ook veel gebruikgemaakt van een rij elastieken, in plaats van reefknuttels.
De kraanlijn wordt gebruikt om de giek op te houden tijdens het reven. Reven onder zeil gebeurt aan of bij de wind.